# Papahdilmah
Papahdilmah va ser un rei dels hitites, fill de Pusarrumas, que va viure cap al segle XVII aC. El seu nom era d'origen hatti.
El seu pare el va desheretar i va nomenar com a successor al seu gendre Labarnas I. Amb l'ajuda de diversos nobles va conspirar i es va fer amb el tron quan el seu pare va morir, i Labarnas s'hi va enfrontar i el va vèncer.